# Србија на Песми Евровизије 2012.
Србија је на Песми Евровизије 2012. учествовала са песмом „Није љубав ствар“ коју је извео Жељко Јоксимовић, Србија је тада освојила 3. место.

## Интерни избор РТС-а
Српски национални емитер, Радио-телевизија Србије (РТС) интерно је одабрала српску пријаву за такмичење 2012. у Бакуу, Азербејџан. Јоксимовић је најављен за представника Србије 18. новембра 2011. године, док је песма „Није љубав ствар“ представљена 10. марта 2012. у емисији Европска песма.
Званично представљање „Европске песме” Србије 2012. године било је одржано у једночасовној телевизијској емисији. Јоксимовић је заједно са својим бендом премијерно извео своје хитове (Оно наше што некад бејаше, Лане моје, Љубави, Заборављаш, Има нешто у том што ме нећеш, Девојка са поља зелених, Није до мене) и "европску песму" која нас је представила у Бакуу, али у пратњи око 40 музичара Симфонијског оркестра РТС-а. Специјални гости емисије су били музичари са наших простора и сарадници нашег представника који су наступали са песмама: Јелена Томашевић (Јутро и оро) и Бора Дугић, Иван Босиљчић (Иду дани), Хари Варешановић (Лејла) и Халид Бешлић (Миљацка).
Водитељка програма била је глумица Тамара Алексић.

## Песма "Није љубав ствар"
Жељко је добио потпуну контролу над песмом, он је и компоновао и извео песму.

### Верзије песме
Уз српску варијанту, чији су аутори текста Марина Туцаковић и Милош Рогановић, изведена и верзија на енглеском језику, Synonym, чији текстуални део потписује Љиља Јорговановић. Такође објављене су и верзије песме на руском (Любовь Не Вещь), шпанском (Su amor me vencio са шпанским певачем, који се зове Самуел Квенда) и симфонијска верзија. Аутор текста на шпанском је Сергио Чико.

### Симфонијска верзија песме
Симфонијска верзија евровизијске песме Србије Жељка Јоксимовића снимљена у концертној дворани Коларчеве задужбине у Београду. Композицију, по аранжману Федора Вртачника, извели су чланови Симфонијског оркестра Радио-телевизије Србије, под диригентском палицом Славка Јовановића. Солиста на клавиру била је Зарифа Али-Заде, директорка Културног центра Републике Азербејџан у Београду.

## Песма Евровизије 2012
На наступу перформанс извео је Жељко Јоксимовић заједно са четири члана Ад-Хок оркестра: Драганом Крстићем (удараљке, пратећи вокал), Душаном Алагићем (клавир, гитара, пратећи вокал), Ксенијом Милошевић (виолина, пратећи вокал), Милошем Николићем (флаута, кавал, пратећи вокал) и Олгом Поповић (виолина, пратећи вокал). 
Лорин је са песмом „Еуфорија” освојила највећи број гласова публике и стручног жирија – 372, друго место припало је фолклорној групи из Русије „Бурановске бабушке” која је освојила 259 гласова са песмом „Парти фор еврибади“, док је Јоксимовић заузео треће место са 214 бода укупним скором, док је по мишљењу жирија био на 2. месту. У другом полуфиналу Србија је заузела друго место гласовима публике са 148 бодова и друго гласањем жирија са 141 бодом.
Коначан пласман учесника 57. Песме Евровизије
1. Шведска
2. Русија
3. Србија
4. Азербејџан
5. Албанија
6. Естонија
7. Турска
8. Немачка
9. Италија
10. Шпанија
11. Молдавија
12. Румунија
13. БЈР Македонија
14. Литванија
15. Украјина
16. Кипар
17 Грчка
18. Босна и Херцеговина
19. Ирска
20. Исланд
21. Малта
22. Француска
23. Данска
24. Мађарска
25. Уједињено Краљевство
26. Норвешка